# Melrhir-sott
A Melrhir-sott vagy másképp Melgír-sott  (arabul: شط ملغيغ, nyugati átírásokkal: Chott Melghir vagy Chott Melrhir) lefolyástalan sós tó Algéria északkeleti részén.

## Fekvése
Maximális kiterjedése mintegy 6700 km², amellyel a legnagyobb tó az országban. Mérete jelentősen változik az év során, általában több mint 130 km széles kelet-nyugati irányban. Télen az esős évszakban számos vádi tölti fel a medrét, elsősorban északról és északnyugatról. A legnagyobb közülük a Dzsedi (Djedi), amely az Atlaszhoz tartozó Aurès-hegységből (Oresz) fut alá. Nyáron, ahogy a legtöbb tápláló folyó vádivá válva kiszárad, a tó is egy sós, száraz serpenyővé válik.
A Melrhir-sott a tenger szintje alatt fekszik, és itt található Algéria legalacsonyabb pontja, -40 méteres mélységgel. 
A legközelebbi városok Biskra (légvonalban 60 km-re északnyugatra), El Oued és Touggourt (85 km-re délre).

## Fordítás
- Ez a szócikk részben vagy egészben  a   Chott Melrhir című angol Wikipédia-szócikk fordításán alapul.  Az eredeti cikk szerkesztőit annak laptörténete sorolja fel. Ez a jelzés csupán a megfogalmazás eredetét és a szerzői jogokat jelzi, nem szolgál a cikkben szereplő információk forrásmegjelöléseként.